# Mieczysław Łopuszański

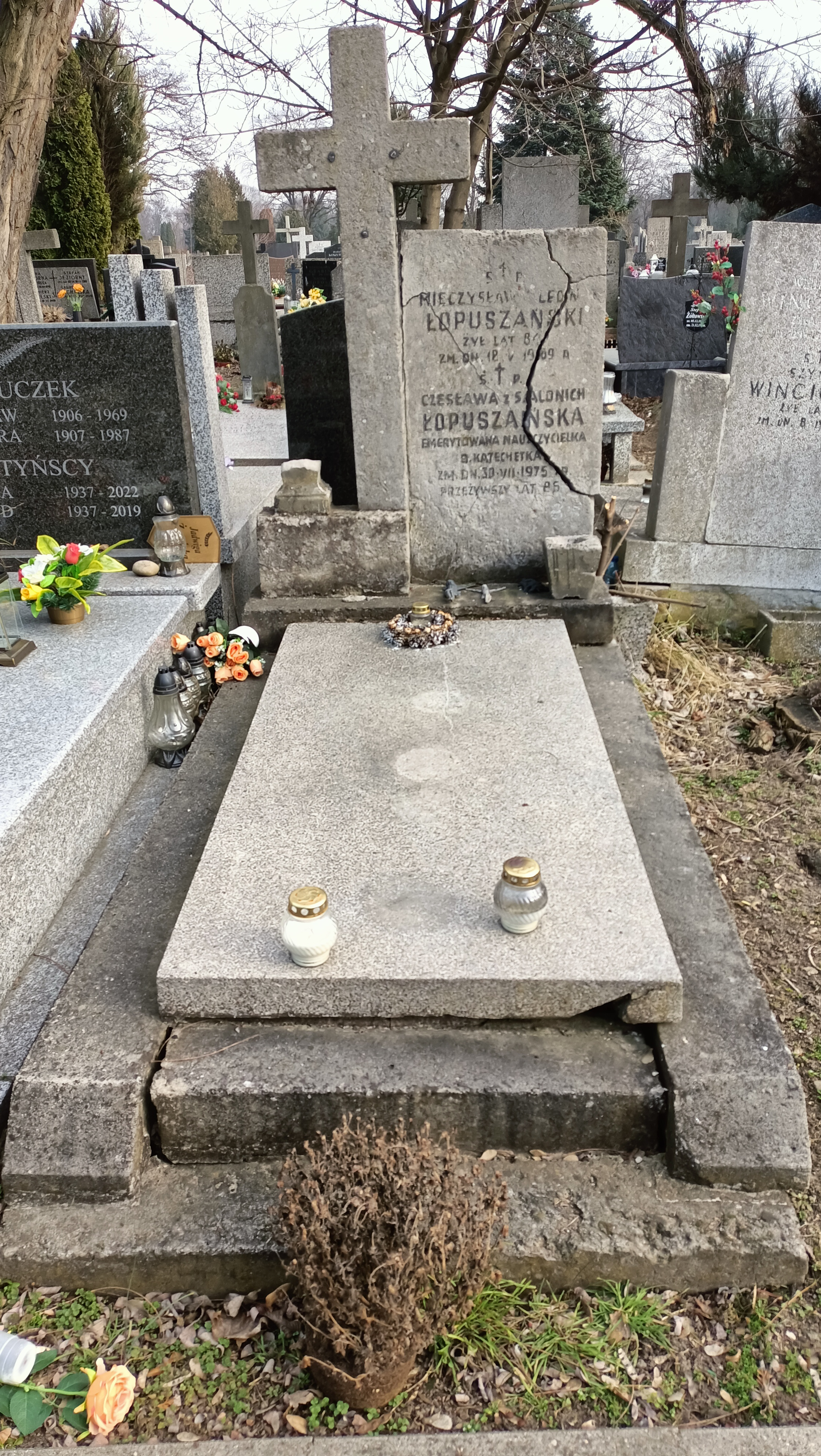
Grób Mieczysława Łopuszańskiego na cmentarzu Bródnowskim w Warszawie

Mieczysław Łopuszański (ur. 11 kwietnia 1885 w Nadybach, zm. 18 maja 1969 w Warszawie) – polski inżynier kolejowy i działacz związkowy.

## Życiorys
Kolejowy działacz związkowy szczebla centralnego - kolejno prezes Polskiego Związku Kolejowców (1925-1928), następnie po zjednoczeniu w 1929 ze Związkiem Kolejarzy Zjednoczenia Zawodowego Polskiego, prezes nowo utworzonego Zjednoczenia Kolejowców Polskich (1929-1933).
Pochowany na Cmentarzu Bródnowskim w Warszawie (kwatera 84C-6-26).